# River Hills
River Hills é uma aldeia localizada no estado norte-americano do Wisconsin, no Condado de Milwaukee.

## Demografia
Segundo o censo norte-americano de 2000, a sua população era de 1631 habitantes.
Em 2006, foi estimada uma população de 1616, um decréscimo de 15 (-0.9%).

## Geografia
De acordo com o United States Census Bureau tem uma área de 13,7 km², dos quais 13,2 km² cobertos por terra e 0,5 km² cobertos por água.

## Localidades na vizinhança
O diagrama seguinte representa as localidades num raio de 8 km ao redor de River Hills.